# Geraldton
Geraldton – miasto i port na zachodnim wybrzeżu Australii, ok. 424 km na północ od Perth. Liczy niespełna 37 tysięcy mieszkańców (2011), co daje mu pozycję czwartego pod względem wielkości miasta w stanie Australia Zachodnia.
Pierwszym podróżnikiem, który opisał te okolice, był w 1839 George Edward Grey. Dziesięć lat później inny eksplorator, Augustus Gregory, odkrył tu złoża ołowiu, co doprowadziło do założenia w 1850 górniczej osady. Obecnie poza górnictwem, które wciąż jest ważną gałęzią miejscowej gospodarki, ludność znajduje zatrudnienie przy przeładunku towarów w porcie oraz w rolnictwie, zwłaszcza uprawie zbóż i hodowli owiec. Miasto przyciąga też licznych turystów, którzy przybywają tu ze względu na dogodne warunki do uprawiania surfingu. W Geraldton znajduje się pomnik upamiętniający okręt HMAS Sydney, zatopiony u zachodnich brzegów Australii w czasie II wojny światowej. Najważniejszą świątynią jest rzymskokatolicka katedra św. Franciszka Ksawerego, będąca siedzibą biskupów Geraldton. 
W pobliżu miasta zlokalizowana jest australijsko-amerykańska baza wojskowa, której personel tworzą głównie żołnierze National Security Agency oraz Defence Signals Directorate. Zlokalizowano tam część sprzętu nasłuchowego działającego w ramach systemu ECHELON. Służy ona także jako miejsce odbierania danych z amerykańskich satelitów szpiegowskich.

## Komunikacja
W mieście działa przedsiębiorstwo TransGeraldton, będące własnością władz stanowych Australii Zachodniej i zapewniające obsługę ośmiu linii autobusowych w ramach komunikacji miejskiej. Połączenia z innymi częściami stanu zapewniają trzy dalekobieżne linie autobusowe firmy Transwa, mające przystanki w Geraldton. Wszystkie one dojeżdżają do Perth, choć różnymi trasami. W pobliżu miasta działa też niewielkie lotnisko, skąd odlatują samoloty do Carvarnon, Kalbarri, Monkey Mia i Perth.